# Aerodramus terraereginae
Aerodramus terraereginae là một loài chim trong họ Apodidae.